# Nørre Rangstrup Herred
Nørre Rangstrup Herred hørte i middelalderen til Barvid Syssel. Senere kom herredet under Haderslev Amt.
I herredet ligger følgend sogne:
- Agerskov Sogn – (Nørre-Rangstrup Kommune)
- Bevtoft Sogn – (Nørre-Rangstrup Kommune)
- Branderup Sogn – (Nørre-Rangstrup Kommune)
- Tirslund Sogn – (Nørre-Rangstrup Kommune)
- Toftlund Sogn – (Nørre-Rangstrup Kommune)